# Nikolauskirche (Unterheinriet)

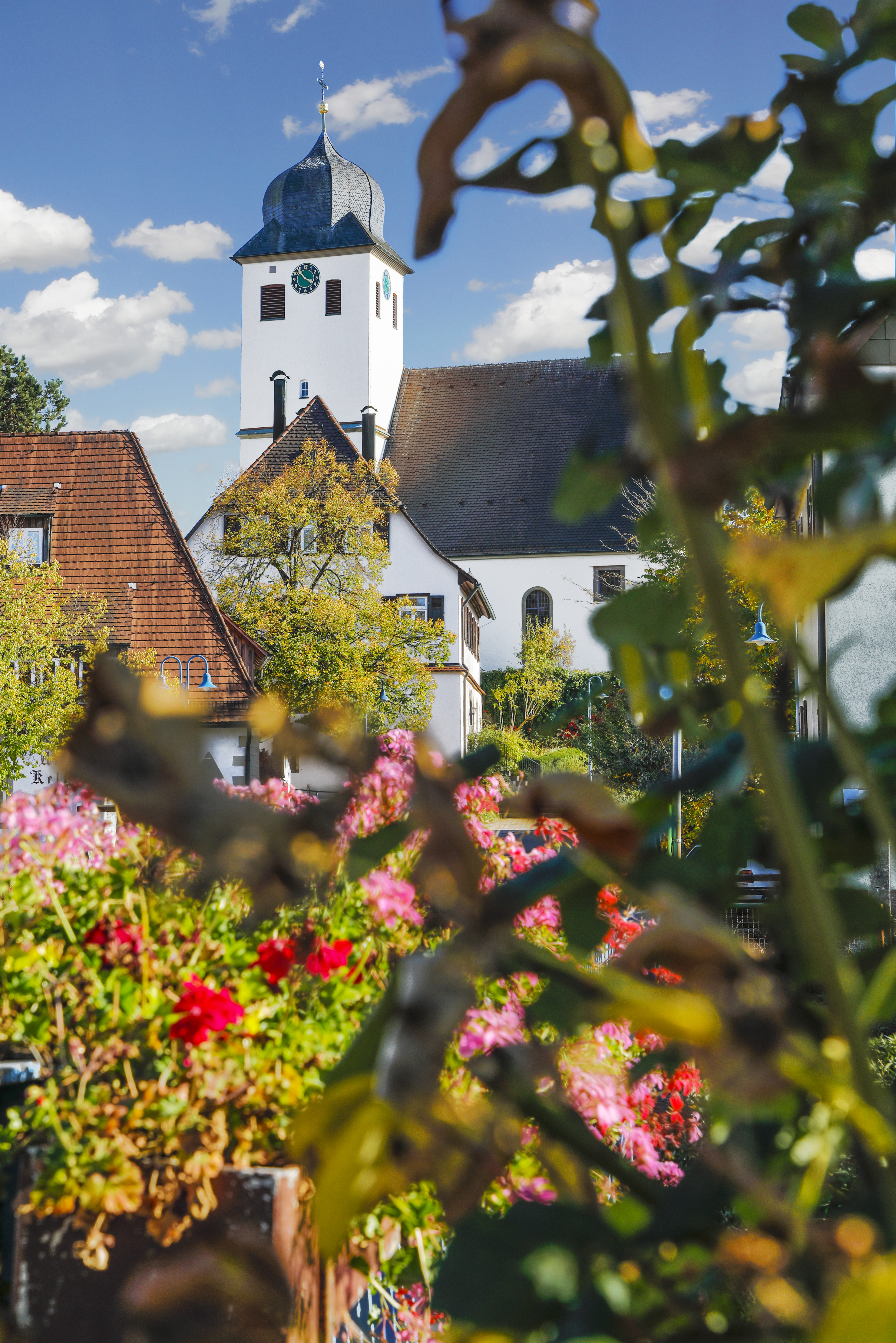
Nikolauskirche in Unterheinriet

Die evangelische Nikolauskirche in Unterheinriet, einem Ortsteil der Gemeinde Untergruppenbach im Landkreis Heilbronn im nördlichen Baden-Württemberg, wurde 1359 erstmals erwähnt. Sie gehört zur evangelischen Kirchengemeinde Unterheinriet im Kirchenbezirk Weinsberg-Neuenstadt der Evangelischen Landeskirche in Württemberg. Die Kirche hat seit 1722 ihre heutige Gestalt und bildet mit dem benachbarten Pfarrhaus und der nahen Kelter ein denkmalgeschütztes Ensemble im historischen Ortskern.

## Geschichte
Unterheinriet entstand wohl in der Rodungszeit zwischen 800 und 1000 und war im hohen Mittelalter im Besitz der Herren von Heinriet, bevor diese ihren Besitz in der Mitte des 14. Jahrhunderts an die Grafen von Löwenstein verkauften. Die Kirche wurde Resten von romanischen Bauteilen zufolge spätestens um 1250 als steinernes Gebäude errichtet und erscheint erstmals in einem Verzeichnis von 1359 als Chorturmkirche, sie war in vorreformatorischer Zeit dem hl. Nikolaus geweiht.
Nach dem Übergang der Grafschaft Löwenstein an Württemberg 1504 kam Unterheinriet zum Oberamt Beilstein und die Kirche zum Dekanat Lauffen. 1535 wurde die Kirche mit dem Ort reformiert, wohl durch Erhard Schnepf. Aus einem datierten Stein von 1578 schließt man eine in jenem Jahr erfolgte Vergrößerung der Kirche.
1722 wurde die Kirche renoviert und nach Süden erweitert, wodurch sie ihre heutigen Außenmaße erhielt. 1759 bekam die Kirche durch die Stiftung der Maria Krack einen neuen Taufstein. 1774 wurde der Torbogen am Aufgang zur Kirche errichtet.
1787 wurde der Kirchturm repariert, 1789 die unnötige Sakristei abgerissen. 1794 war eine erneute Reparatur des Turmdaches nötig. 1799 wurde die Orgel repariert. Winterstürme verursachten am Turmdach der Kirche Schäden, die 1801 vom Schieferdecker Georg Adam Oesterle aus Brackenheim behoben wurden. Die Schäden an Fenstern und Türen konnten wegen der Notzeiten der Napoleonischen Kriege vorerst nicht behoben werden. 1802 wurden die Fenster repariert, wobei sie Tafelscheiben statt runder Scheiben erhielten. 1803 bekam die Kirche nach 30 Jahren einen neuen Anstrich. 1809 wurden Reparaturen an der Kirchenuhr vorgenommen.
1812 kam die Kirche vom Dekanat Lauffen zum Dekanat Weinsberg.
Die Orgel wurde 1823 zwar repariert, aber schon 1831 wurde ihr Zustand vom Schullehrer Frasch als schlecht bemängelt. Eine neuerliche Reparatur unterblieb aus Kostengründen. 1842 wurde das Schieferdach des Kirchturms wieder einmal repariert, eine Turmrenovierung schloss sich 1844 an.
1851 wurde erstmals ein Pfarrgemeinderat an der Kirche gewählt.
Ab 1886 wurden Kirche und Pfarrhaus gründlich renoviert. Die Witwe Schaber, die die Gemeinde spätestens seit 1871 finanziell kräftig unterstützte, ermöglichte 1887 die Anschaffung einer neuen, bei Weigle in Stuttgart gebauten Orgel, die nicht mehr wie das Vorgängerinstrument auf der Ostempore, sondern auf der Südempore aufgestellt wurde. Außerdem erhielt die Kirche zwei Amerikaneröfen. Die renovierte Kirche wurde 1889 wiedereingeweiht. 1892 wurde, abermals mit Mitteln der Witwe Schaber, eine angeschlossene Kleinkinderschule eröffnet. 1893 wird erstmals ein Kirchenchor genannt.
Nach einer Sturmnacht im Winter 1901 stürzte der Westgiebel der Kirche ein und wurde wohl bald danach wieder repariert.
1905 erhielt die Kirche eine Gedenktafel für den in Afrika gefallenen Gottlieb Weimar. 1919 kam ein weiteres Denkmal für die 42 Gefallenen Einwohner des Ersten Weltkriegs hinzu. Im selben Jahr erhielt die Kirche eine neue Turmuhr von Hörz in Ulm.
1921 wurde wieder einmal das Turmdach instand gesetzt. Bei einer Innenrenovierung von 1936 erhielt die Kirche neues Gestühl.
Den Zweiten Weltkrieg hat die Kirche weitgehend unbeschadet überdauert. 1957 erfolgte eine umfangreiche Renovierung, bei der man sich vor allem der Bekämpfung der Schäden durch Holzwurm widmete: der Fußbodenbelag und das Gestühl der Empore wurden erneuert. 1960 hat man die Freitreppe zur Kirche und das Rundbogenportal erneuert.
Ab 1962 schlossen sich erneut umfangreiche Sanierungsmaßnahmen an, bei denen der Kirchturm zu einem großen Teil erneuert wurde. Die Wiedereinweihung der Kirche erfolgte am 6. November 1966. Im Folgejahr wurde der Torbogen zum Kirchhof erneuert.

## Architektur
Die Kirche ist eine Chorturmanlage des 13. Jh. mit Kreuzrippengewölbe im engen Chor und heute noch L-förmiger Empore an der West- und Südseite. Dem Einbau der ursprünglichen dreiseitigen Empore mit zunächst einem Schenkel für die Orgel, der den Chorbogen überspannt, und einer ausladenden Südempore einschließlich des Raumgewinns darunter hatte die Erweiterung der Kirche 1722 gedient. Durch das notwendigerweise weiter spannende Dach rückte der Dachfirst von der Turmmitte nach Süden. Von Süden her wurde auch der Haupteingang angelegt und das Parterre- und Südemporengestühl quer zur Raumachse mit beträchtlicher Raumtiefe auf die Kanzel gegenüber an der Nordwand ausgerichtet. Diese Raumfassung entspricht heute noch einer seit der Reformation in Württemberg häufig anzutreffenden Querkirchenkonzeption, die übrigens dem Altar im engen Chor wenig Bedeutung beimisst, vielmehr die Kanzel als Quelle der Verkündigung bevorzugt. Seit Aufgabe der Ost-Orgelempore 1887 befindet sich die neue Orgel auf der Südempore über dem Hauptportal.

## Ausstattung
Die Kanzel und der Taufstein stammen von 1759.

### Gemälde
Die Ausstattung mit Gemälden ist in weiten Teilen barock, vor allem die Emporendarstellungen von Jesus und seinen Jüngern sowie alt- und neutestamentliche Szenen bis zur Pfingstpredigt des Petrus in den Brüstungsfeldern, sowie ein Gemälde mit der Taufe Christi von 1688, das 1760 und 1872 erneuert wurde. Den Chorbogen betonten 1998 die Kunstmalerinnen Rut Hanselmann, damals Heilbronn, und Mares Schultz (Stuttgart; 1920 – 2013) mit einem Bilderfries. Mares Schultz schuf auch die beiden südlichen Farbfenster mit den Motiven Vogel im Nest (1997) und Der Weinstock (1998), Rut Hanselmann gegenüber die Glasbilder Verkündigung an Maria (1997) und Ruth und Naemi (1998).

### Orgel
Das Orgelgehäuse stammt aus dem 19. Jahrhundert, die mechanische Kegelladenorgel mit sehr schönem Klang vom Stuttgarter Orgelbauer Carl Gottlieb Weigle.

### Glocken
Eine kleine Glocke für die Kirche wurde 1781 bei Neubert in Ludwigsburg gegossen. 1790 wurde die große Glocke vom Münchner Glockengießer Josef Doll repariert. 1821 wurde bei Neubert eine neue große Glocke gegossen. 1882 zersprang eine der Glocken und wurde unbrauchbar. Die Witwe Juliane Schaber, die zehn Jahre zuvor schon einemal für die Renovierung der Kirche gespendet hatte, stiftete 1883 die bei der Glockengießerei Bachert gegossene Lutherglocke, die heute die älteste Glocke des Geläuts bildet. Noch 1883 kam eine weitere neue kleine Glocke hinzu. Im Ersten Weltkrieg mussten 1917 zwei Glocken zu Rüstungszwecken abgeliefert werden. 1920 wurde bei Bachert die Gedächtnisglocke zum Gedenken an die Toten des Ersten Weltkriegs beschafft, auch sie ist bis heute erhalten. 1925 konnte die Kirche wieder eine große Glocke mit einem Gewicht von 15 Zentnern beschaffen. Die beiden größten Glocken, nämlich die zuletzt beschaffte und die Lutherglocke, mussten im Zweiten Weltkrieg 1942 abgeliefert werden. Die Lutherglocke kehrte 1949 in die Kirche zurück. Das Geläut wurde darauf mit einer neuen Glocke mit einem Gewicht von 10 Zentnern wieder komplettiert und 1968 um eine vierte Glocke mit einem Gewicht von 16 Zentnern ergänzt.

## Pfarrhaus

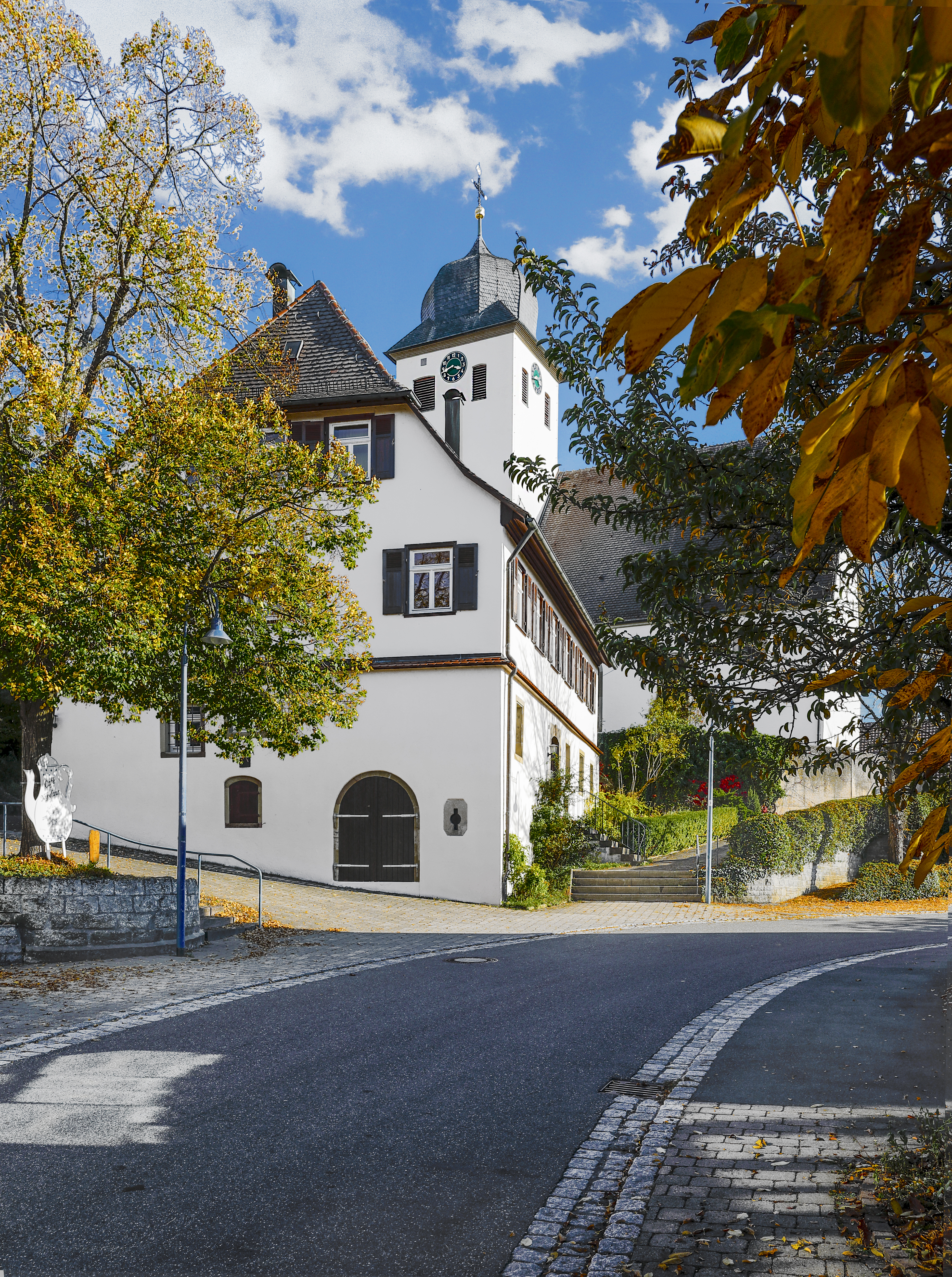
Pfarrhaus und Kirche in der Ortsmitte von Unterheinriet

Das Pfarrhaus des Ortes entstand um 1780 auf den Grundmauern eines deutlich älteren Gebäudes mit Schießscharten und hat ein älteres Pfarrhaus gegenüber dem Haupteingang der Kirche ersetzt. 1934 wurde ein kleiner Gemeindesaal in das Pfarrhaus eingebaut.
Zum Pfarrhaus gehörten Wiesen und eine Scheune, 1841 wurden auch neue Schweine- und Geflügelställe erbaut. Als der Pfarrer um 1880 die Viehhaltung aufgab, wurden die Wirtschaftsgebäude wieder abgerissen.
Im Lutherjahr 1883, als die Kirche auch die Lutherglocke beschaffte, wurde beim Pfarrhaus eine Lutherlinde gepflanzt. Diese fiel im Mai 1957 einem Sturm zum Opfer und wurde 1958 durch eine neue Linde ersetzt.

## Friedhof
Der Friedhof des Ortes musste 1834 erweitert werden, da es wegen des Ausbruchs der Ruhr viele Tote gab. Die Stiftungspflege erwarb daher einige nach Osten hin gelegene Nachbargrundstücke. 1872 wurde der Friedhof nochmals nach Süden erweitert.